# いきものがかりの みなさん、こんにつあー!! 2013 〜I〜
『いきものがかりの みなさん、こんにつあー!! 2013 〜I〜』は、いきものがかりのライブ・ビデオ。2014年3月26日にDVD（2枚組）とBlu-ray Disc（1枚組）で発売。発売元はエピックレコードジャパン。

## 概要
2013年11月23日に日本武道館で行ったLIVE映像をパッケージ化。日本武道館でのLIVEが映像パッケージ化されるのはこれが初めて。楽曲はノーカットで特典映像も収録。監督はこれまでのほとんどのいきものがかりLIVE映像を担当してきた大橋陽氏。初回生産限定盤にはライブ音源を収録したCDを特典として封入している。
初回生産限定盤は三方背BOX/デジパック仕様となっており、特典として「ライブCD」「フォトブック」「いきものカード039」が付属している。

## 収録曲

### Disc 1
1. 〜 ~The Thema of “I” TOWN~〜
2. 1 2 3 〜恋がはじまる〜
3. 気まぐれロマンティック
4. マイサンシャインストーリー
5. 風が吹いている
6. あしたのそら
7. 〜Beyond the Rainbow〜
8. なんで
9. 恋愛小説
10. 月とあたしと冷蔵庫
11. 東京
12. 〜Riot of Monster〜
13. MONSTAR
14. ぱぱぱ〜や
15. うるわしきひと
16. キミがいる
17. 笑ってたいんだ
18. 笑顔
19. 笑顔 ~Lots of Smiles Version~
20. じょいふる
21. ありがとう
22. ぬくもり

### Disc 2
1. 1 2 3 〜恋がはじまる〜
2. 気まぐれロマンティック
3. マイサンシャインストーリー
4. 風が吹いている
5. あしたのそら
6. なんで
7. 恋愛小説
8. 月とあたしと冷蔵庫
9. 東京
10. MONSTAR
11. ぱぱぱ〜や
12. うるわしきひと
13. 笑顔
14. ぬくもり

特典映像
1. 〜Beyond the Rainbow〜
2. 〜Riot of Monster〜

### CD
DVD版、BD版の初回生産限定盤に付属。『I』収録曲を中心にセレクトされたライブ音源曲が収録されている（音源は映像と同一のもの）。

## 参加ミュージシャン
- いきものがかり
  - 吉岡聖恵：ボーカル
  - 水野良樹：ギター・コーラス
  - 山下穂尊：ギター・ハーモニカ・コーラス
- 本間昭光：プロデューサー・アレンジ&キーボード
- 林部直樹：ギター
- 松永俊弥・玉田豊夢：ドラムス[2]
- 坂井"Lambsy"秀彰・朝倉真司：パーカッション[3]
- 足立賢明：マニピュレーター
- 真部裕ストリングス
  - 真部裕：1stヴァイオリン
  - 藤堂昌彦：2ndヴァイオリン
  - 室屋光一郎：ヴィオラ
  - 結城貴弘：チェロ
- 竹上楽しみまホーンズ
  - 竹上良成：サクソフォン
  - 佐久間勲：トランペット
  - 池田雅明：トロンボーン